# Nordische Junioren-Skiweltmeisterschaften 1980
Die 3. Nordischen Junioren-Skiweltmeisterschaften 1980 fanden vom 28. Februar bis zum 2. März 1980 in Örnsköldsvik statt.
Erfolgreichste Nation der Titelkämpfe war die Sowjetunion mit zwei Gold und drei Silbermedaillen und einer Bronzemedaille vor Norwegen mit zwei Goldmedaillen und je einer Silber- und Bronzemedaille und Kanada und der BRD mit je einer Goldmedaille.

## Skilanglauf Junioren

### 15 km
| Platz | Sportler                | Land                            | Zeit (min) |
| ----- | ----------------------- | ------------------------------- | ---------- |
| 1     | Alexander Tschaiko      | Sowjetunion                     | 45:44      |
| 2     | Juri Burlakow           | Sowjetunion                     | 46:05      |
| 3     | Alexander Kozel         | Sowjetunion                     | 47:02      |
| 4     | Arne Vidar Olsen        | Norwegen                        | 47:02      |
| 5     | Jochen Behle            | BR Deutschland                  | 47:17      |
| 6     | Lars-Göran Dahl         | Schweden                        | 47:48      |
| 7     | Pål Gunnar Mikkelsplass | Norwegen                        | 47:52      |
| 8     | Jan Ottosson            | Schweden                        | 48:11      |
| 9     | Vasili Mikheev          | Sowjetunion                     | 48:14      |
| 10    | Hans Erik Tofte         | Norwegen                        | 48:19      |
| 12    | Peter Wicht             | Deutsche Demokratische Republik | 48:50      |
| 15    | Thomas Straube          | Deutsche Demokratische Republik | 49:24      |
| 17    | Cuno Streyl             | Deutsche Demokratische Republik | 49:48      |
| 19    | Andreas Gumpold         | Österreich                      | 50:02      |
| 20    | Giachem Guidon          | Schweiz                         | 50:21      |
| 28    | Alois Stadlober         | Österreich                      | 51:21      |
| 30    | Norbert Gebel           | BR Deutschland                  | 51:20      |
| 31    | Siegfried Hofstätter    | Österreich                      | 51:32      |
| 33    | Andreas Schubert        | Deutsche Demokratische Republik | 51:34      |
| 35    | Hans Pürro              | Schweiz                         | 51:44      |
| 38    | Stefan Dotzler          | BR Deutschland                  | 51:55      |
| 44    | Markus Lackner          | Österreich                      | 52:09      |
| 47    | Daniel Sandoz           | Schweiz                         | 52:31      |
| 52    | Friedrich Frey          | BR Deutschland                  | 53:12      |
| 53    | Andy Grünenfelder       | Schweiz                         | 53:23      |

Datum: 28. Februar 1980
Es waren 64 Läufer am Start.

### 3 × 10 km Staffel
| Platz | Sportler                                                 | Land                            | Zeit (std) |
| ----- | -------------------------------------------------------- | ------------------------------- | ---------- |
| 1     | Alexander Kozel Juri Burlakow Alexander Tschaiko         | Sowjetunion                     | 1:29:03,12 |
| 2     | Jan Ottosson Gunde Svan Lars-Göran Dahl                  | Schweden                        | 1:30:19,82 |
| 3     | Arne Vidar Olsen Hans Erik Tofte Pål Gunnar Mikkelsplass | Norwegen                        | 1:31:50,46 |
| 4     | Reijo Hämäläinen Harri Jokinen Pekka Soini               | Finnland                        | 1:32:29,51 |
| 5     | Hans Pürro Daniel Sandoz Andy Grünenfelder               | Schweiz                         | 1:34:02,93 |
| 6     |                                                          | Österreich                      |            |
| 7     |                                                          | BR Deutschland                  |            |
| 8     |                                                          | Italien                         |            |
| 9     |                                                          | Frankreich                      |            |
| 10    |                                                          | Polen                           |            |
| 14    |                                                          | Deutsche Demokratische Republik |            |

Datum: 1. März 1980
Es waren 16 Teams am Start.

## Skilanglauf Juniorinnen

### 5 km
| Platz | Sportler          | Land                            | Zeit (min) |
| ----- | ----------------- | ------------------------------- | ---------- |
| 1     | Brit Pettersen    | Norwegen                        | 16:49      |
| 2     | Ragnhild Bratberg | Norwegen                        | 16:52      |
| 3     | Kerstin Jung      | Deutsche Demokratische Republik | 16:52      |
| 4     | Petra Rohrmann    | Deutsche Demokratische Republik | 16:59      |
| 5     | Stina Karlsson    | Schweden                        | 16:59      |
| 6     | Kirsi Hyvarinen   | Finnland                        | 16:59      |
| 7     | Petra Rehropp     | Deutsche Demokratische Republik | 17:13      |
| 8     | Swetlana Nikitina | Sowjetunion                     | 17:17      |
| 9     | Grete Nykkelmo    | Norwegen                        | 17:23      |
| 10    | Karin Jäger       | BR Deutschland                  | 17:23      |
| 19    | Ute Noack         | Deutsche Demokratische Republik | 17:40      |
| 24    | Eva Egger         | BR Deutschland                  | 18:01      |
| 26    | Doris Süess       | Schweiz                         | 18:11      |
| 28    | Evi Kratzer       | Schweiz                         | 18:15      |
| 30    | Andrea Bayer      | Österreich                      | 18:22      |
| 33    | Karin Thomas      | Schweiz                         | 18:34      |
| 37    | Andrea Thurner    | BR Deutschland                  | 18:44      |
| 38    | Monika Kober      | Österreich                      | 18:51      |
| 45    | Marianne Gerber   | Österreich                      | 19:28      |
| 46    | Christine Riss    | BR Deutschland                  | 19:46      |

Datum: 28. Februar 1980
Es waren 48 Läuferinnen am Start.

### 3 × 5 km Staffel
| Platz | Sportler                                        | Land                            | Zeit (min) |
| ----- | ----------------------------------------------- | ------------------------------- | ---------- |
| 1     | Ragnhild Bratberg Grete Nykkelmo Brit Pettersen | Norwegen                        | 49:51,27   |
| 2     | Kirsi Hyvärinen Merja Oinonen Eija Hyytiäinen   | Finnland                        | 50:18,71   |
| 3     | Eva Ludvigsson Karin Lamberg Stina Karlsson     | Schweden                        | 50:30,18   |
| 4     |                                                 | Sowjetunion                     | 51:24,92   |
| 5     | Doris Süess Karin Thomas Evi Kratzer            | Schweiz                         | 51:54,90   |
| 6     |                                                 | BR Deutschland                  |            |
| 7     |                                                 | Italien                         |            |
| 8     |                                                 | Deutsche Demokratische Republik |            |
| 9     |                                                 | Vereinigte Staaten              |            |
| 10    |                                                 | Tschechoslowakei                |            |
| 11    |                                                 | Kanada                          |            |
| 12    |                                                 | Österreich                      |            |

Datum: 1. März 1980
Es waren 12 Teams am Start.

## Nordische Kombination Junioren

### Einzel (Normalschanze K90/15 km)
| Platz | Sportler              | Land                            | Gesamtpunkte |
| ----- | --------------------- | ------------------------------- | ------------ |
| 1     | Hubert Schwarz        | BR Deutschland                  | 431,83       |
| 2     | Sergej Orljanski      | Sowjetunion                     | 420,56       |
| 3     | Lothar Hopf           | Deutsche Demokratische Republik | 410,07       |
| 4     | Hermann Weinbuch      | BR Deutschland                  | 407,33       |
| 5     | Sergej Shorikov       | Sowjetunion                     | 400,29       |
| 6     | Aleksandre Prosvirnin | Sowjetunion                     | 390,90       |
| 7     | Andrei Konoshenko     | Sowjetunion                     | 386,95       |
| 8     | Kazimierz Fraczysty   | Polen                           | 386,14       |
| 9     | Peter Wucher          | BR Deutschland                  | 384,58       |
| 10    | Pat Ahern             | Vereinigte Staaten              | 382,22       |
| 11    | Thomas Müller         | BR Deutschland                  | 382,09       |
| 18    | Ralf Hörold           | Deutsche Demokratische Republik | 365,41       |
| 22    | Horst Ofner           | Österreich                      | 356,35       |
| 23    | Bernd Blechschmidt    | Deutsche Demokratische Republik | 352,17       |
| 24    | Andreas Paschold      | Deutsche Demokratische Republik | 348,93       |
| 35    | Alfred Dullnig        | Österreich                      | 310,75       |
| 38    | Arnold Buhler         | Schweiz                         | 299,95       |

Datum: 28. Februar und 1. März 1980
Es waren 44 Athleten am Start

## Skispringen Junioren

### Normalschanze
| Platz | Sportler            | Land                            | Weite 1 | Weite 2 | Punkte |
| ----- | ------------------- | ------------------------------- | ------- | ------- | ------ |
| 1     | Steve Collins       | Kanada                          | 79,5 m  | 82,0 m  | 255,2  |
| 2     | Vladimir Bojarinzev | Sowjetunion                     | 79,5 m  | 78,5 m  | 243,1  |
| 3     | Andreas Felder      | Österreich                      | 76,0 m  | 79,5 m  | 241,6  |
| 4     | Masaru Nagaoka      | Japan                           | 72,5 m  | 80,5 m  | 239,1  |
| 5     | Primoz Ulaga        | Jugoslawien                     | 75,0 m  | 81,0 m  | 238,4  |
| 6     | Rajko Lotrič        | Jugoslawien                     | 73,0 m  | 76,0 m  | 227,2  |
| 7     | Thomas Klauser      | BR Deutschland                  | 70,5 m  | 79,0 m  | 225,5  |
| 8     | Horst Bulau         | Kanada                          | 74,5 m  | 74,0 m  | 223,4  |
| 9     | Anders Daun         | Schweden                        | 74,0 m  | 74,0 m  | 222,1  |
| 10    | Holger Freitag      | Deutsche Demokratische Republik | 73,0 m  | 73,0 m  | 221,9  |
| 14    | Holger Krettek      | Deutsche Demokratische Republik | 72,5 m  | 73,0 m  | 214,6  |
| 17    | Jürgen Müller       | Deutsche Demokratische Republik | 69,0 m  | 73,5 m  | 209,8  |
| 25    | Peter Rohwein       | BR Deutschland                  | 67,0 m  | 73,5 m  | 203,6  |
| 30    | Andreas Bauer       | BR Deutschland                  | 72,0 m  | 67,0 m  | 198,2  |
| 32    | Norbert Leitner     | Österreich                      | 71,0 m  | 66,5 m  | 197,8  |
| 39    | Volkmar Pabst       | Deutsche Demokratische Republik | 65,5 m  | 66,0 m  | 188,7  |
| 41    | Wolfgang Steiert    | BR Deutschland                  | 75,0 m  | 56,0 m  | 183,9  |
| 45    | Roland Müllener     | Schweiz                         | 64,0 m  | 61,5 m  | 178,1  |
| 49    | Manfred Steiner     | Österreich                      | 59,0 m  | 64,0 m  | 172,6  |
| 50    | Toni Berchten       | Schweiz                         | 59,0 m  | 63,5 m  | 169,8  |

Datum: 1. März 1980
Es waren 55 Skispringer am Start.

## Medaillenspiegel
| Platz | Land                            | Gold | Silber | Bronze | Gesamt |
| ----- | ------------------------------- | ---- | ------ | ------ | ------ |
| 1     | Sowjetunion                     | 2    | 3      | 1      | 6      |
| 2     | Norwegen                        | 2    | 1      | 1      | 4      |
| 3     | Kanada                          | 1    | 0      | 0      | 1      |
| 3     | BR Deutschland                  | 1    | 0      | 0      | 1      |
| 5     | Schweden                        | 0    | 1      | 1      | 2      |
| 6     | Finnland                        | 0    | 1      | 0      | 1      |
| 7     | Deutsche Demokratische Republik | 0    | 0      | 2      | 2      |
| 8     | Österreich                      | 0    | 0      | 1      | 1      |